# Égletons
Égletons é uma comuna francesa na região administrativa da Nova Aquitânia, no departamento de Corrèze. Estende-se por uma área de 16,85 km². Em 2010 a comuna tinha 5 046 habitantes (densidade: 299,5 hab./km²).